# 肯塔基州州旗
肯塔基州州旗最早启用于1918年3月26日，图案为州徽、州花和州名。

## 设计
州旗顏色为海军蓝，中心为肯塔基州州徽，四周环绕文字“肯塔基邦”（英語：Commonwealth of Kentucky），下方为州花一枝黄花。
州徽上的图案是两位拥抱的朋友，官方解释为这两人代表所有的拓荒者和政治家，沒有具体所指。普遍认为两人是丹尼尔·布恩和亨利·克莱。环绕着的是肯塔基州的格言。